# 三都激突味なテレビ
三都激突味なテレビは、1996年12月7日の午後2時35分から3時50分まで関西テレビ制作フジテレビ系列で放送された特別番組(バラエティ番組)。

## 概要
後にスタートする『秘密のケンミンSHOW』の原点となる番組である。

## 出演者
- 上沼恵美子
- 小島嵩弘